# یواس‌اس جی-۲ (اس‌اس-۲۷)
یواس‌اس جی-۲ (اس‌اس-۲۷) (به انگلیسی: USS G-2 (SS-27)) یک زیردریایی بود که طول آن ۱۶۱ فوت ۳ اینچ (۴۹٫۱۵ متر) بود. این زیردریایی در سال ۱۹۱۲ ساخته شد.